# قرار مجلس الأمن التابع للأمم المتحدة رقم 418
قرار مجلس الأمن التابع للأمم المتحدة رقم 418، الذي تم تبنيه بالإجماع في 4 نوفمبر 1977، فرض حظرًا إلزاميًا على الأسلحة ضد جنوب إفريقيا. اختلف هذا القرار عن القرار 282 السابق، والذي كان طوعياً فقط. تم لاحقاً تشديد الحظر وتمديده بموجب القرار 591.
تم رفع الحظر بموجب القرار 919 بعد الانتخابات الديمقراطية في جنوب إفريقيا عام 1994.

## تأثير
كان للحظر تأثير مباشر على جنوب أفريقيا بعدة طرق:
- إلغاء فرنسا في اللحظة الأخيرة لبيع غواصات من طراز ديستين دورفيس وغواصات من طراز أجوستا.[2][3]
- إلغاء شراء زورق صواريخ فئة ساعر 4 من إسرائيل، والذي كان لابد من بناء بعضها سراً في جنوب إفريقيا بدلاً من ذلك.
- عدم قدرة جنوب إفريقيا على شراء طائرات مقاتلة حديثة لمواجهة طائرات ميغ-23 الكوبية في حرب الحدود الجنوب أفريقية.[4]
- نمو صناعة الأسلحة الحديثة في جنوب إفريقيا التي تقدر بمليارات الدولارات.
- انتهاء شحنات الولايات المتحدة من وقود اليورانيوم المخصب لمفاعل SAFARI-1 البحثي النووي في جنوب إفريقيا.[5]

## التحايل على الحظر
وضعت حكومة جنوب إفريقيا عددًا من الاستراتيجيات لتجاوز الحظر للحصول على التكنولوجيا والمكونات العسكرية التي لم تتمكن من الحصول عليها علنًا. صدر قرار مجلس الأمن التابع للأمم المتحدة رقم 591 في عام 1986 لتمديد الحظر وتشديد بعض الثغرات.

### الإنتاج المحلي
تم تصميم وتصنيع العديد من الأسلحة بالكامل في جنوب إفريقيا، كما يتضح من نمو أعمال التصدير لشركة أرمسكور.

### تهريب
العمليات البارزة التي ظهرت إلى النور هي:
- قضية كوفنتري فورعام 1984. تم العثور على أربعة رجال أعمال من جنوب إفريقيا في المملكة المتحدة يديرون شركة واجهة نيابة عن دينيل ديناميكس التي كانت توفرعتاد عسكري في تحد للحظر.
- القبض على جيرالد بول وسجنه لتطويره هاوتزر G5 لـ Armscor.
- بلغ برنامج الأسلحة النووية ذروته خلال فترة الحظر. وفقا لديفيد أولبرايت، تم استيراد مكونات البرنامج دون علم المجتمع الدولي، أو تم استخدامها لاستخدامات مبتكرة لم تكن متصورة من قبل منفذي الحظر.[6]

### معدات ثنائية الغرض
تم تحويل أنظمة رادار الكمبيوتر وأنظمة التحكم في الحركة الجوية المخصصة ظاهريًا للاستخدام المدني إلى الجيش.

### الاستعانة بأخصائيين أجانب
كانت حكومة جنوب إفريقيا قادرة على توظيف خدمات الفنيين الأجانب، على سبيل المثال تم تجنيد المتخصصين الإسرائيليين الذين عملوا على طائرة لافي المقاتلة من قبل شركة أطلس للطائرات للعمل على أطلس شيتا وأطلس كارفر.

### الإنتاج المرخص
في بعض الحالات، تم إنتاج الأسلحة الأجنبية ببساطة بموجب ترخيص في جنوب إفريقيا، كما هو الحال في طائرة مقاتلة فئة المحارب، والبندقية الهجومية R4 ومحركات الديزل أتلانتس.

### التعاون مع الدول الأخرى
تبادلت جنوب إفريقيا التكنولوجيا العسكرية مع دول أخرى في وضع مماثل لها، لا سيما من خلال اتفاقية إسرائيل وجنوب إفريقيا، وكذلك مع تايوان والمغرب وإندونيسيا والأرجنتين وإيران. بين عامي 1977 و 1991، شارك المغرب في نقل التكنولوجيا الفرنسية والأسلحة والتصاميم الفرنسية إلى جنوب إفريقيا، وفي المقابل ذهبت قوات جنوب إفريقيا والمتخصصون لتدريب القوات المسلحة والشرطة المغربية.

## روابط خارجية
- نص القرار في undocs.org